# 순천강남여자고등학교
순천강남여자고등학교(順天江南女子高等學校)는 대한민국 전라남도 순천시 조례동에 있는 사립 고등학교이다.

## 학교 연혁
- 1984년 3월 7일 : 개교, 입학식(369명 입학)
- 1988년 5월 16일 : 이사장 임의한 박사 취임
- 2006년 9월 5일 : 기숙사 [강남학숙(江南學塾)] 준공
- 2009년 6월 17일 : 시청각실 행사(杏史)Ⅱ관 준공
- 2009년 9월 1일 : 교원능력개발평가 시범학교 선정
- 2010년 6월 11일 : 교과부 선진형 교과교실제 운영학교 선정
- 2011년 4월 7일 : 사교육 절감형 창의경영학교 선정
- 2011년 6월 21일 : 교과교실제 증축 준공식
- 2011년 6월 30일 : 전라남도교육청 자율학교 지정
- 2014년 9월 29일 : 스마트진로실 구축
- 2018년 5월 18일 : 학교법인 행사학원 제2대 임동주 이사장 취임
- 2022년 3월 2일 : 고교학점제 선도학교 지정
- 2023년 3월 2일 : 제11대 장현종 교장 취임
- 2024년 3월 4일 : 디지털 선도학교 선정
- 2025년 2월 7일 : 제39회 졸업식(199명, 총 14,055명)
- 2025년 3월 4일 : 입학식(197명)

## 참고 자료
- 순천강남여자고등학교 - 한국교육학술정보원 학교알리미